# Klaus Sulzenbacher
Klaus Sulzenbacher (n. 3 februarie 1965, Kitzbühel, Tirol, Austria) este un sportiv ce a reprezentat Austria, medaliat olimpic. A participat la 2 ediții ale Jocurilor Olimpice (1988, 1992) în care a câștigat o medalie de argint și 3 medalii de bronz.